# 擬海豬魚屬
擬海豬魚屬（学名：Pseudojuloides），又稱似虹錦魚屬，为隆頭魚科的一个属。

## 下属物种
本属包括以下物种：
- 銀腹擬海豬魚 Pseudojuloides argyreogaster ：又稱銀腹似虹錦魚。
- 阿氏擬海豬魚 Pseudojuloides atavai ：又稱阿氏似虹錦魚。
- 細尾擬海豬魚 Pseudojuloides cerasinus ：又稱細尾似虹錦魚。
- 長體擬海豬魚 Pseudojuloides elongatus ：又稱長體似虹錦魚。
- 紅眼擬海豬魚 Pseudojuloides erythrops ：又稱紅眼似虹錦魚。
- 縱帶擬海豬魚 Pseudojuloides kaleidos
- Pseudojuloides labyrinthus Victor & Edward, 2016[2]
- 中斑擬海豬魚 Pseudojuloides mesostigma ：又稱中斑似虹錦魚。
- 焰火擬海豬魚 Pseudojuloides pyrius ：又稱焰火似虹錦魚。
- 斯氏擬海豬魚 Pseudojuloides severnsi ：又稱斯氏似虹錦魚。
- 黃肩擬海豬魚 Pseudojuloides xanthomos ：又稱黃肩似虹錦魚。